# Sphaerochthonius phyllophorus
Sphaerochthonius phyllophorus är en kvalsterart som beskrevs av Balogh och Sandór Mahunka 1969. Sphaerochthonius phyllophorus ingår i släktet Sphaerochthonius och familjen Sphaerochthoniidae. Inga underarter finns listade i Catalogue of Life.